# Chuck Kornegay
Chuck Kornegay (ur. 28 września 1974 w Dudley) – amerykański koszykarz, występujący na pozycji środkowego, posiadający także hiszpańskie obywatelstwo, reprezentant tego kraju.

## Osiągnięcia
Klubowe
- Uniwersytet Villanova
  - Obrońca roku w 1997
  - Pierwsza piątka debiutantów USBL w 1997
- Brisbane Bullets
  - Druga piątka ligi australijskiej - NBL w 1998
- CB Sevilla
  - wicemistrz Hiszpanii w 1999, 2001
  - finalista Pucharu Hiszpanii w 1999
  - zdobywca Pucharu Andaluzji w 1999
- Unicaja Malaga
  - wicemistrz Hiszpanii w 2004
  - lider bloków w Eurolidze w 2003

Indywidualne
- Najbardziej spektakularny zawodnik ligi hiszpańskiej (2000 według Gigantes del Basket)[1]
- Lider NBL w blokach (1998)

Reprezentacyjne
- Hiszpania
  -  brązowy medalista EuroBasketu w Turcji w 2001